# زبان‌شناسی نظری
زبان‌شناسی نظری شاخه‌ای از علم زبان‌شناسی است که به تدوین الگوهای دانش زبانی می‌پردازد. حوزه‌های اصلی در زبان‌شناسی نظری شامل نحو، واج‌شناسی، صرف و معناشناسی هستند. اگرچه آواشناسی معمولاً ارتباط تنگاتنگی با واج‌شناسی دارد، اما مثل حوزه‌هایی همچون جامعه‌شناسی زبان و روان‌شناسی زبان، خارج از حوزه زبان‌شناسی نظری قرار می‌گیرد. زبان‌شناسی نظری همچنین در پی تبیین جهانی‌های زبان است.